# Huda Lutfi
Huda Lutfi (* 1948, Káhira) je egyptská vizuální umělkyně, fotografka a kulturní historička. Její díla zahrnují malby, fotografie, koláže a instalace, které odrážejí různé styly včetně faraonských, koptských, západních, islámských a také současné mezinárodní. Mezi opakující se témata patří postavení žen v Egyptě, politický a společenský vývoj Egypta, vývoj města Káhiry nebo násilí ve společenských vztazích.

## Životopis
Lutfi se narodila v Káhiře v roce 1948.  Získala titul Ph.D. v oboru islámské kultury a historii na McGillově univerzitě. 

## Kariéra
Lutfi nastoupila na Katedru arabštiny a islámské a arabské civilizace na Americké univerzitě v Káhiře.